# Aluspah Brewah
Aluspah Brewah (Freetown, 24 de agosto de 1983) é um ex-futebolista serra-leonês, que joga como atacante. Seu último clube foi o Jiangsu Sainty, da China. Com fama de veloz, Aluspah corria 100 metros em 10 segundos e 20 centésimos, marca àquele tempo capaz de colocá-lo numa final de Jogos Olímpicos nos 100m rasos.
Brewah é conhecido no Brasil por ter atuado com as camisas do Flamengo (sendo o terceiro africano a ser contratado pelo time carioca) e do Fortaleza.

## Carreira
Até os 14 anos, ele era um membro da equipe de Atletismo de Serra Leoa. Foi nesta idade que ele migruu para o futebol, onde jogou na Ajax Academy em Gana e na Ashanti Gold na África Ocidental antes de partir para a Europa aos 17 anos de idade no Royal Antwerp da Jupiler League.

### Passagens pelo Futebol Brasileiro

#### Flamengo
Aluspah foi o terceiro africano a ser contratado pelo Flamengo. Ele chegou ao clube carioca em janeiro 2004, quando tinha 20 anos, para um período de três meses de testes. Fez dois jogos-treino, um contra o Bonsucesso onde o Flamengo venceu por 5x0 com um gol seu, e outro contra o Volta Redonda. Apesar de seu nome ter sido inscrito pelo clube para a disputa da Taça Guanabara, Aluspah não chegou a disputar partidas oficiais pelo clube já que seu visto de trabalho não foi expedido a tempo de inscrevê-lo no Brasileirão. Conforme noticiado pelo jornal Folha, à época, por conta de uma dívida do clube de cerca de R$ 2 milhões com o INSS, o Ministério do Trabalho cobrava a certidão negativa do INSS para regularizar a situação do atacante.
Depois da aventura pelo Flamengo, Brewah chegou a fazer testes no Botafogo, antes de ser contratado pelo Fortaleza, em 2005, após indicação do ex-jogador Júnior, que era diretor técnico do Flamengo quando Brewah estava no clube da Gávea.

#### Fortaleza
Atuou duas partidas pelo Fortaleza, sua estréia foi em um amistoso contra o Crateús onde Aluspah marcou um gol de penalti na vitória por 2x1 no Presidente Vargas. Seu segundo e último jogo foi pelo Campeonato Brasileiro contra o Corinthians no Pacaembu, no qual o Fortaleza foi derrotado por 3x0.

### Carreira Pós Futebol Brasileiro
Depois do Flamengo, Aluspah rodou o mundo. C Mashuk-KMV Pyatigorsk, da Rússia, Assyriska, da Suécia e Jiangsu Sainty, da China, foram alguns dos clubes do jogador.

### Aposentadoria
Ele se aposentou aos 32 anos na Suécia por conta de uma grave lesão no joelho.

## Ver Também
- Brima Koroma